# Герефордшир
Герефордшир (англ. Herefordshire, МФА /ˈhɛrəfɚdʃɚ/) — графство в Англії.
Населення 178 400 (Оцінка 2007  року). Густота населення 82. Площа 2180.